# Carmen Daniela Dan
Carmen Daniela Dan (n. 9 octombrie 1970, București, România) este un senator român, ales în 2016. A ocupat funcția de ministru de Interne în perioada ianuarie 2017–iulie 2019, întâi în guvernul Sorin Grindeanu, ulterior în guvernele Mihai Tudose și Viorica Dăncilă. Înainte de activitatea politică, aceasta a fost director al Serviciului Public Comunitar Județean de Evidență a Persoanelor Teleorman, subprefect și prefect al județului Teleorman. La 20 de ani era secretară a Școlii generale nr. 3 din Videle, ulterior devenind referent al Băncii Agricole și front desk teller al Raiffeisen Bank.

## Biografie
Carmen Daniela Dan s-a născut la 9 octombrie 1970, în București și a absolvit în 1989 Liceul de filologie–istorie „Zoia Kosmodemianskaia” din Capitală. În iulie 2000 și-a dat licența în drept la Academia de Poliție „Alexandru Ioan Cuza”, după ce a absolvit Facultatea de Drept la Universitatea Ecologică din București, forma de învățământ „fără frecvență”. În 2004 și-a luat diploma de masterat în managementul afacerilor publice europene la Academia de Studii Economice.
Între septembrie 1990 și iulie 1996, Carmen Dan a fost secretară la Școala generală nr. 3 Videle, iar în perioada martie–septembrie 1990, a fost secretară la Consiliul Provizoriu de Uniune Națională (CPUN). Din noiembrie 2001 până în iulie 2002, a deținut funcția de front desk teller la Raiffeisen – Agenția Videle, iar din iulie 1996 până în noiembrie 2001, a fost referent la Banca Agricolă, Agenția Videle. Din decembrie 2010 până în iunie 2012 a fost director executiv la Serviciul Public Comunitar de Evidență a Persoanelor al Județului Teleorman din cadrul Consiliului Județean, iar din iulie 2002 până în decembrie 2010, Carmen Dan a fost consilier juridic la Serviciului Juridic și Contencios din același Consiliu Județean.

## Activitate politică
În perioada 15 iunie 2012–13 martie 2014, a fost subprefect al județului Teleorman, devenind ulterior prefect. La alegerile din 11 decembrie 2016, Carmen Dan a fost aleasă senator de Teleorman, ulterior fiind votată președinte al Comisiei Juridice din Senat. La 3 ianuarie 2017, Carmen Dan a fost propusă ministru al Afacerilor Interne în Cabinetul Sorin Grindeanu, fiind învestită în funcție la 4 ianuarie 2017. La 14 iunie 2017, și-a înaintat demisia din funcție, alături de majoritatea membrilor Cabinetului Sorin Grindeanu. La 21 iunie 2017, Guvernul Grindeanu a fost demis prin moțiune de cenzură. La 28 iunie 2017, Carmen Dan a fost propusă ministru al Afacerilor Interne în Guvernul Mihai Tudose, fiind învestită în funcție la 29 iunie 2017. La 15 ianuarie 2018, Mihai Tudose și-a înaintat demisia din funcția de prim-ministru al României, după retragerea sprijinului politic în cadrul Comitetul Executiv Național (CExN) al PSD. Carmen Dan a fost învestită pentru a treia oară în funcția de ministru al Afacerilor Interne pe 29 ianuarie 2018, în Guvernul Viorica Dăncilă. Pe 15 iulie 2019 și-a dat demisia din postul de ministru.